# Sociologický ústav Akademie věd České republiky
Sociologický ústav AV ČR, v. v. i., je veřejná výzkumná instituce, součást Akademie věd České republiky, jež provádí vědecký výzkum v oblasti sociologie a veřejného mínění. Jeho současným ředitelem je Mgr. Jindřich Krejčí, Ph.D., důležitými prvky samosprávné organizační struktury jsou Rada SOÚ a Dozorčí rada.
Předchůdcem Sociologického ústavu AV ČR byl Sociologický ústav Československé akademie věd, jenž byl na začátku období normalizace v roce 1970 zrušen kvůli aktivitám zaměstnanců během tzv. pražského jara. Byl však opět obnoven v roce 1990. Ústav sídlí v ulici Jilská č. 1 v Praze a jeho součástí je i Sociologická knihovna.

## Historie
Sociologický ústav Akademie věd byl založen 1. ledna 1965 (tehdy ještě pod názvem Sociologický ústav Československé akademie věd), jeho ředitelem se stal Miloš Kaláb a zástupcem ředitele Zděnek Strmiska.
Struktura oddělení v roce 1966:
- Obecné sociologické teorie
- Sociologické metodologie

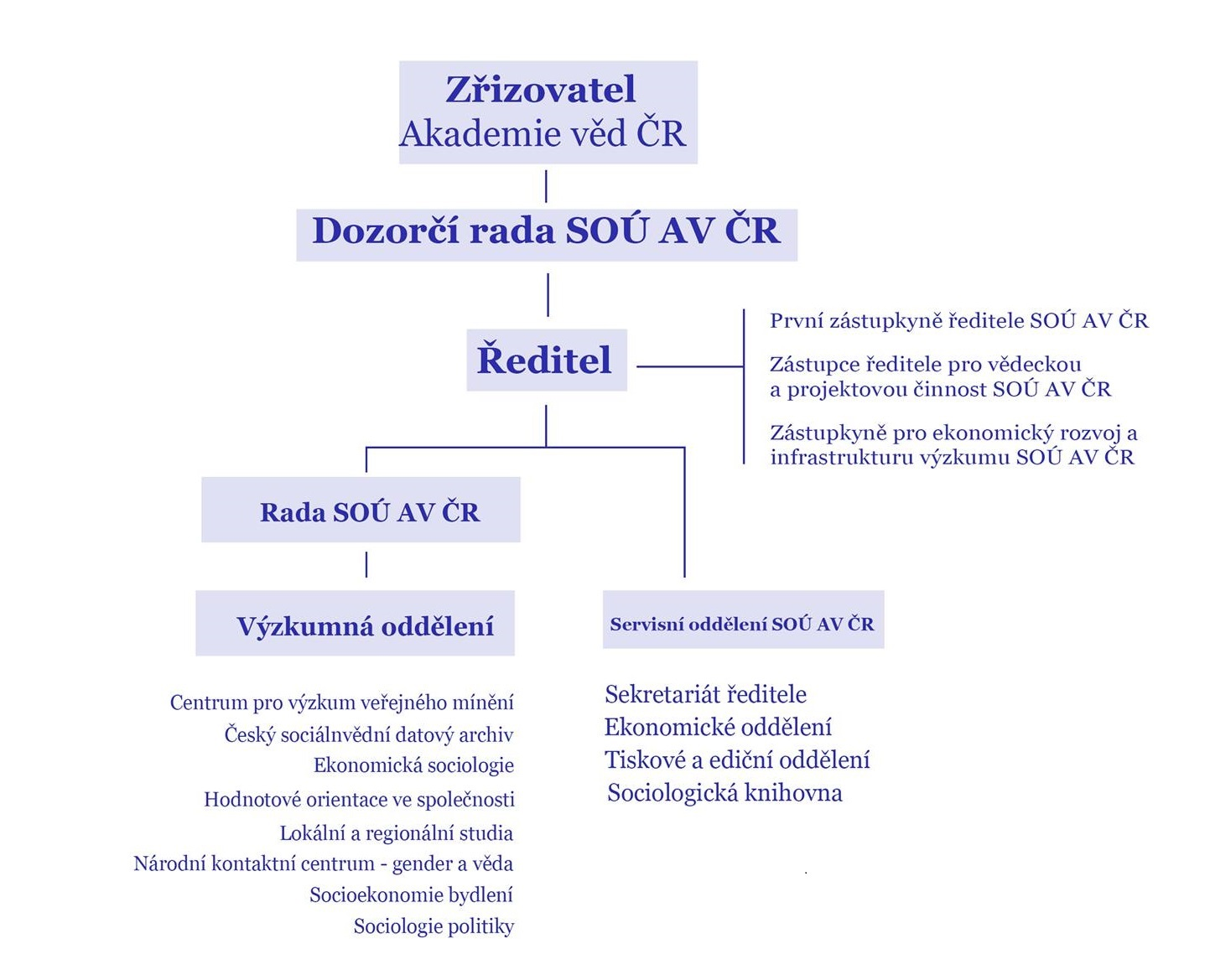
Organizační struktura Sociologického ústavu AV ČR

- Sociologie kapitalistických společností a současného světového vývoje
- Sociologie společenských skupin
- Sociologie volného času
- Teorie a sociologie náboženství
- Vychází publikace Sociologický časopis

V roce 1968 se Sociologický ústav aktivně podílí na demokratizačním procesu pražského jara a v roce 1969 vychází publikace Československá společnost, sociologická analýza sociální stratifikace, na které se také podíleli pracovníci Sociologického ústavu.      
Fungování tohoto ústavu však bylo v roce 1970 zastaveno z politických důvodů. Část pracovníků proto emigrovala, další byli donuceni vzdát se akademické dráhy a část přešla do Ústavu pro filozofii a sociologii, kde byli zařazeni do sociologické sekce.
K obnovení ústavu došlo až v roce 1990 a jeho ředitelem se stává sociolog Jiří Musil a navracejí se rehabilitovaní pracovníci. Ústav navazuje spolupráci s vysokými školami a pokračuje vydávání publikace Sociologický časopis a začíná se profilovat ve směrech.
- Ekonomická sociologie
- Sociální stratifikace
- Lokální problematika
- Politická sociologie

V roce 1993 vychází Czech Sociological Review pod vedením Jiřího Večerníka a ustavuje se pracoviště v Ústí nad Labem, které je zaměřeno na přeshraniční spolupráci. V tomto roce také odchází Jiří Musil do vedení Středoevropské univerzity a místo něj do čela ústavu nastupuje Michal Illner.
V roce 1996 vychází Velký sociologický slovník a Česká společnost v transformaci a následně v roce 1997 Zpráva o lidském rozvoji. V roce 1998 je založen Sociologický datový archiv a jeho zástupkyní je jmenována PhDr. Marie Čermáková a vychází Zpráva o vývoji české společnosti 1989-1998.
V roce 2001 se ředitelkou stává PhDr. Marie Čermáková a v témže roce se součástí Sociologického ústavu stává i Centrum pro výzkum veřejného mínění. Ústav je nově strukturován v roce 2002, vznikají odborná oddělení, uzavírá se dohoda s Fakultou sociálních věd Univerzity Karlovy o přípravě doktorandů v oboru sociologie a sociální politiky. Je vybudována nová Sociologická knihovně, jelikož došlo během srpnových povodní ke zničení většiny fondů sociologické literatury. 

## Výzkumná oddělení

### Centrum pro výzkum veřejného mínění
Centrum pro výzkum veřejného mínění (CVVM) se zabývá šetřením názorů české společnosti, týkajících se politických, ekonomických a společenských témat. Hlavními oblastmi výzkumu jsou volby, politické strany a instituce, mezinárodní vztahy, demokracie, občanská společnost, zdraví, ekologie, média, práce, příjmy, ekonomický vývoj, sociální politika aj. Výsledky průzkumů jsou pravidelně zveřejňovány ve formě tiskových zpráv.
Tradice tohoto výzkumného oddělení sahá až do roku 1946, kdy byl založen Československý úřad pro výzkum veřejného mínění, který spadal pod Ministerstvo informací. V současné podobě vzniklo CVVM v roce 2001, kdy bylo převedeno pod správu Sociologického ústavu Akademie věd ČR.
CVVM vydává odborný recenzovaný časopis Naše společnost.

#### Vybrané projekty
- Aplikace filozofické hermeneutiky na sociologickou teorii intersubjektivity (2015–2017)
- Proměny kvality pracovního života (2014–2015)
- Význam meziskupinových diferencí v diskurzivních procesech veřejného mínění (2013–2015)

### Český sociálněvědní datový archiv
Český sociálněvědní datový archiv (ČSDA) se věnuje archivaci dat z českých sociálněvědních výzkumů, mezinárodních šetření s českou účastí a výzkumů veřejného mínění. Cílem ČSDA je umožnit přístup k datům pro účely dalšího akademického výzkumu a výuky. Provádí také vlastní výzkumnou činnost, a to v oblastech metodologie výzkumu, sociologických dat, sociologie práce, migrace a mobility.
Patří k členům sítě evropských sociálněvědních datových archivů – CESSDA (Council of European Social Science Data Archives) a účastní se šetření v rámci mezinárodních programů ISSP (International Social Survey Programme) a ESS (European Social Survey).
Archiv vznikl nejprve jako součást projektu Sociální trendy, na kterém se podílel Petr Matějů a Jiří Večerník. 
ČSDA vydává odborný recenzovaný časopis Data a výzkum – SDA Info.

#### Vybrané projekty
- CSDA, Český sociálněvědní datový archiv (2016–2019)
- CESSDA SaW, Posílení a rozšíření evropské infrastruktury sociálněvědních datových archivů (2015–2017)
- Životní styl, jazykové znalosti a potřeby ukrajinských a vietnamských migrantů v ČR (2013)

### Ekonomická a náboženská studia
Výzkumné oddělení vzniklo na počátku devadesátých let z iniciativy Jiřího Večerníka, prostřednictvím metod a přístupů ekonomické sociologie přitom analyzovalo probíhající ekonomickou a společenskou transformaci. Rozšiřování výzkumných témat a badatelských přístupů vedlo k postupné krystalizaci dvou hlavních směrů uvnitř oddělení, orientovaných jednak na ekonomická, jednak na náboženská studia oba směry se přitom rozvíjejí v úzké vzájemné spolupráci.
V ekonomické oblasti jsou zkoumány sociální a ekonomické nerovnosti, příjmová diferenciace, objektivní a subjektivní faktory blahobytu, chudoba, otázky spokojenosti v zaměstnání a v životě. Vše v široké oblasti od teoretických otázek až po empirický výzkum. Aktuální projekty jsou zaměřeny na měření chudoby a na nové dimenze sociální stratifikace ve středoevropském porovnání. 
V oblasti náboženských studií je kladen důraz na vzrůstající pluralitu náboženských forem při vědomí kulturního a institucionálního ukotvení religiozity a dalších zdrojů identity a hodnot. Je zkoumán vliv těchto faktorů na sociální instituce a jejich dynamiku, v širším smyslu rovněž historické ukotvení kultury a její různé projevy. Aktuální výzkumné projekty jsou zaměřeny na proměny české a slovenské religiozity v evropském kontextu, náboženské organizace a postsekulární trendy ve společnosti.

#### Vybrané projekty
- Identity ve světě válek a krizí (2024-2028)[9][10]
- Měnící se hodnoty práce a zaměstnání v České republice (2014–2016)
- Životní podmínky a spokojenost domácností v zemích SVE: propojení objektivních a subjektivních indikátorů (2011–2013)
- Dějiny a současnost české sociologie (2010–2013)

### Gender & sociologie
Vědecké oddělení Gender & sociologie bylo založeno roku 1990. Od té doby patří mezi klíčové vědecké instituce, které v České republice rozvíjejí genderová studia, feministickou teorii a metodologii. Mezi hlavní výzkumná témata patří gender a pracovní trh, sociologie soukromého života, politika péče, sociologie vědy a feministická kritika nerovností. Dále se toto oddělení zabývá otázkami rodičovství, rodiny a sexuality.
Gender & sociologie vydává transdisciplinární odborný časopis s názvem Gender a výzkum / Gender and Research.

#### Vybrané projekty
- Ženy a muži v rovnováze (2014–2016)
- Celoživotní ekonomické dopady mateřství (2014–2016)
- Masové vysoké školství v institucionálním kontextu: etnografie vysokoškolských kateder v České republice (2011–2013)

### Hodnoty a politika
Oddělení hodnot a politiky se zabývá interdisciplinárním výzkumem, který osvětluje složité interakce mezi politickými systémy, společenskými hodnotami a aktuálními tématy, jako jsou kriminalita, korupce, rodina, identita, bezpečnost a migrace. Naše poznatky přispívají k rozvoji akademického výzkumu, informované tvorbě politik a podporují veřejnou debatu.
Oddělení hodnot a politiky se zaměřuje na systematické studium základních procesů v politických systémech a různých společenských hodnot, které je ovlivňují. Prozkoumáváme širokou škálu témat, od formace a dynamiky politických stran a vzorců volebního chování po konstrukci národní identity a postoje k migraci.
Oddělení Hodnoty a politika také pravidelně zajištuje hodnotový výzkum ESS (European Social Survey) v České republice.

#### Vybrané projekty
- Český národní uzel ESS (European Social Survey) (2016–2019)
- ISSP 2013 – Národní identita III (2012–2014)
- Zdraví a rodina – ISSP 2011 a 2012 (2011–2014)
- Dynamika změny v české společnosti (2014–2018)
- Protestující v kontextu: integrovaná a komparativní analýza demokratického občanství v České republice II (2013–2016)
- Zdroje, povaha a vliv politické informovanosti, (2012–2014)

### Lokální a regionální studia
Lokální a regionální studia se zaměřují na lokální a regionální souvislosti vývoje ve společnosti, prostorovou strukturu společnosti a další témata na pomezí sociologického, geografického a politologického výzkumu. Hlavními tématy jsou lokální a regionální rozvoj, územní veřejná správa, nerovnost v prostorové perspektivě, volební chování v prostoru a migrace.

#### Vybrané projekty
- Socio-prostorové znevýhodnění obyvatel periferních venkovských oblastí (2015–2017)
- Migrační vztahy cizinců (a domácího obyvatelstva) v Česku: koncentrační nebo difuzní procesy? (2012–2014)
- Stabilita a změny prostorových vzorců volebních preferencí na území České republiky od zavedení všeobecného hlasovacího práva – příčiny a důsledky (2012–2015)

### Národní kontaktní centrum – gender a věda
Národní kontaktní centrum – gender a věda je jediné specializované pracoviště, které se soustřeďuje na výzkum v oblasti genderové sociologie vědy, genderových studií vědy a genderové rovnosti ve vědě. Národní kontaktní centrum – gender a věda zaměřuje svůj výzkum na témata jako např. organizace výzkumu, hodnocení výzkumu, kombinace vědecké práce a soukromého života, rodinná a sociální politika, gender a vědecké profese a sexuální obtěžování ve vysokoškolském prostředí.
Ministerstvo školství uděluje ve spolupráci s Národním kontaktním centrem – gender a věda Cenu Milady Paulové za celoživotní přínos rozvoji vědnímu oboru. Cílem je ocenění vědecké práce významných českých badatelek.

#### Vybrané projekty
- Hájíme práva žen v České republice (2014–2016)
- Posilování evropské dimenze českého výzkumu zastupováním ČR v expertních skupinách ERA a transformací výzkumné organizace z hlediska genderové vyváženosti (2014–2017)
- Gender, science, technology and environment (genderSTE) (2012–2016)

### Socioekonomie bydlení
Hlavní činností oddělení Socioekonomie bydlení je výzkum v oblasti bydlení a politiky. Členové připravují, provádějí a analyzující sociologické výzkumy zabývající se různými aspekty bydlení (výdaje domácností na bydlení, spokojenost s bydlením, postoje občanů k různým formám bydlení nebo různým formám státní intervence do oblasti bydlení), dále se účastní mezinárodního srovnávání systému bytových politik, nebo také finanční analýzy rozdílných systémů financování sociálního bydlení.

#### Vybrané projekty
- Tržní selhání v kontextu sociálního bydlení jako služby obecného hospodářského zájmu (2016–2017)
- Rizika a důsledky využití investic domácností do bydlení pro zvýšení příjmů v důchodovém věku (2016–2018)
- Mezi domovem a přírodou: zahrádkaření v post-socialistickém městě a jeho urbánní dopady pohledem městské politické ekologie (2016–2018)

## Výzkumné zaměření
Sociologický ústav AV ČR se zabývá především studiem společenských změn a trendů v České republice. Změny a trendy jsou zkoumány z hlediska dlouhodobých vývojových tendencí v české společnosti ale i z hlediska současných evropských a globálních vlivů. Provádí také srovnávací výzkumy, případová studie, sondy a výzkumy veřejného mínění. K tomu používá kvantitativní i kvalitativní metody ale využívá i poznatků a metod příbuzných vědních oborů (ekonomie, politologie, právo, demografie, atd.).

## Servisní oddělení

### Ekonomické oddělení
Toto oddělení má obstarat ekonomický chod ústavu. Má za úkol vést účetnictví ústavu, zajistit evidenci a finanční vedení vědeckých programů a grantů, poskytuje finanční návrhy podaných projektů a grantů a zabezpečuje infrastrukturu. Dále také řídí správu movitého a nemovitého majetku nebo zajišťuje kontakt se zřizovatelem Akademií věd ČR, auditory, finančními úřady atd. Hlavním vedoucím oddělení je Dana Bendová.

### IT oddělení
IT oddělení zprostředkovává správné fungování prostředků výpočetní techniky, jež používají vědečtí pracovníci. Zajišťuje servis pro PC a notebooky, řídí místní síť včetně serverů a tiskáren, které jsou k ní připojené. Dále také pomáhají řešit problémy uživatelů.

### Knihovna
Knihovna byla znovu otevřena v dubnu 2004. Používá knihovnický systém Aleph, ve kterém mohou čtenáři hledat, objednávat, prodlužovat výpůjčky on-line. Knihovna zahrnuje mnoho služeb: prezenční i absenční výpůjčky knih a časopisů, volný přístup k placeným databázím, a dále také přístup k internetu, tisku a kopírování. Vedoucí knihovny je Mgr. Nela Hesová.

### Sekretariát
Sekretariát obstarává denní agendu vedení ústavu a zajišťuje strukturu organizace a prostorů k akcím konajících se v ústavu.

### Tiskové a editační oddělení
Oddělení slouží převážně k vydavatelské činnosti, zajištění komunikace pomocí médií a sociálních sítí: Facebook a Twitter a redakci bibliografické databáze CEJSH. Dále zprostředkovávají pravidelné výsledky ústavu, organizuje tiskové konference, dny otevřených dveří a setkání u kulatého stolu. Vydává tiskové zprávy a archivuje tiskové materiály. Dále vydává: časopis Sociologický časopis, edici Sociologické monografie, koedici se Sociologickým nakladatelstvím (SLON) a zpracovává data pro internetovou databázi V4. The Central European Journal of Social Sciences and Humanities (CEJSH). Také pravidelně publikují a vystupují v médiích.

## Akreditace
Sociologický ústav AV ČR má akreditované postgraduální doktorské studium ve dvou studijních programech:
- Studium v českém jazyce ve studijním doktorském programu Sociologie se studijním oborem Sociologie
- Studium v anglickém jazyce ve studijním doktorském programu Sociology se studijním oborem Sociology

## Mezinárodní spolupráce
Sociologický ústav AV ČR je součástí několika multinárodních a mezinárodních vědeckých programů, ve kterých probíhá výměna vědeckých informací a podílí se na organizaci významných vědeckých setkání.
Seznam vědeckých programů:
- Central European Opinion Research Group (CEORG);
- Council of European Social Science Data Archives (CESSDA);
- European Consortium for Political Research (ECPR);
- European Consortium for Sociological Research (ECSR);
- European Sociological Survey (ESS);
- European Network for Housing Research (ENHR);
- International Political Science Association (IPSA);
- International Social Survey Programme (ISSP);
- European Sociological Association (ESA).